# Јајачки партизански одред
Јајачки партизански одред је био партизанска јединица у саставу Народноослободилачке војске и партизанских одреда Југославије током Другог светског рата у Југославији.

## Историјат
Формиран је јануара 1944. у Јању од бораца из Команде места Јајце и других установа, и омладинаца који су, при продору непријатеља, напустили град. Приликом формирања имао је око 90 бораца. Дејствовао је на простору Јајце, Доњи Вакуф, Травник, планина Влашић. Поред диверзија на комуникацијама и заседа на својој територији, Одред је вршио и мобилизацију, спречавао експлоатацију шума, помагао рад органа народне власти и обезбеђивао позадинске установе, болнице и магацине на ослобођеној територији. Одред је успешно сузбијао покушаје немачких окупационих органа да на његовој територији организује четнике и усташку милицију. Учествовао је у ослобођењу Турбета септембра 1944. и у неуспелом нападу 10. дивизије на Травник крајем истог месеца. Расформиран је 14. октобра 1944, а са његовим људством попуњене су јединице 10. дивизије. Поновно је формиран као Јајачко-травнички НОП одред 18. октобра 1944. Учествовао је са деловима 4. и 10. дивизије у ослобођењу Травника 20—21. октобра 1944. После тога распоређен је као посада у Турбету, Травнику, Бугојну и Јајцу. Расформиран је фебруара 1945. и са његовим борцима поновно су попуњене јединице 10. дивизије.